# Guča (vas)
Guča (izvirno srbsko Гуча) je vas v Srbiji, ki upravno spada pod Občino Lučani; slednja pa je del Moraviškega upravnega okraja.

## Demografija
V naselju živi 1589 polnoletnih prebivalcev, pri čemer je njihova povprečna starost 39,2 let (37,7 pri moških in 40,7 pri ženskah). Naselje ima 610 gospodinjstev, pri čemer je povprečno število članov na gospodinjstvo 3,30.
To naselje je, glede na rezultate popisa iz leta 2002, večinoma srbsko, a v času zadnjih 3 popisov je opazen porast števila prebivalcev.
|  |

| Demografija | Demografija     | Demografija     |
| Leto        | Št. prebivalcev | Št. prebivalcev |
| ----------- | --------------- | --------------- |
|             |                 |                 |
|             |                 |                 |
|             |                 |                 |
|             |                 |                 |
| 1948        | 2032            |                 |
| 1953        | 2060            |                 |
| 1961        | 1900            |                 |
| 1971        | 1800            |                 |
| 1981        | 1907            |                 |
| 1991        | 1951            | 1933            |
| 2002        | 2031            | 2010            |
|             |                 |                 |

| Etnična sestava po popisu iz leta 2002 | Etnična sestava po popisu iz leta 2002 | Etnična sestava po popisu iz leta 2002 | Etnična sestava po popisu iz leta 2002 | Etnična sestava po popisu iz leta 2002 |
| -------------------------------------- | -------------------------------------- | -------------------------------------- | -------------------------------------- | -------------------------------------- |
| Srbi                                   | Srbi                                   |                                        | 1.921                                  | 95,57%                                 |
| Romi                                   | Romi                                   |                                        | 74                                     | 3,68%                                  |
| Rusini                                 | Rusini                                 |                                        | 1                                      | 0,04%                                  |
| Makedonci                              | Makedonci                              |                                        | 1                                      | 0,04%                                  |
| Jugoslovani                            | Jugoslovani                            |                                        | 1                                      | 0,04%                                  |
| Neznano                                | Neznano                                |                                        | 11                                     | 0,54%                                  |